# 神田康範
神田 康範（かんだ やすのり、1981年〈昭和56年〉4月3日 - ）は、熊本県熊本市出身の実業家。本田圭佑のマネージャーやライジングゼファーフクオカの代表取締役社長兼CEO、火の国サラマンダーズの球団社長を経て、現在はサンロッカーズ渋谷の代表取締役社長を務めている。

## 経歴
熊本県立済々黌高等学校卒業、大阪外国語大学卒業（現大阪大学外国語学部）。高校時代は野球部に所属。
大学卒業後ブリヂストンスポーツに入社し、アメリカでゴルフのマーケティングに携わる。帰国後サニーサイドアップを経て、本田圭佑の所属事務所HONDA ESTILOの執行役員に就任。本田の広告セールスやマネージャー業に従事した。本田が経営に関与するオーストリアのSVホルンのCEO兼副会長として運営にも携わった。
2018年3月、B.LEAGUE・ライジングゼファーフクオカの代表取締役社長/CEOに就任する。在任中に経営危機に見舞われる。2019年9月退任。この退任は経営危機の責任を取る形だった。
2019年1月、サッカーGKの権田修一の海外移籍（ポルトガル）を機に、権田の肖像管理などマネジメントに携わる。
2019年11月、のちに「火の国サラマンダーズ」の運営会社となるKPB Project株式会社の代表取締役に就任した。
2020年 4月、スポーツアクティベーションひろしま（広島県スポーツコミッション）代表に就任。KBP Projectは2020年9月に九州独立プロ野球リーグ（現：九州アジアリーグ）の球団設立を発表し、同年10月に球団名が「火の国サラマンダーズ」に決定した。
2024年4月16日、KPB Project株式会社の代表取締役社長兼GMの退任（実際の退任は5月13日の株主総会後）を発表。4月30日には同日付でのリーグのCMO職および役員からの退任も発表された。